# 北海道赤平高等学校
北海道赤平高等学校（ほっかいどうあかびらこうとうがっこう、Hokkaido Akabira High School）は、かつて北海道赤平市にあった公立（道立）の高等学校である。

## 教育目標
- 個性の伸長と人格の形成に努める
- 教養を高め、創造的思考力の涵養に努める
- 心身の健全な発達に努める

## 校訓
- 誠意を持ち常に正しきを採れ
- 明朗にして自己を開拓するに勇敢なれ
- 知性を磨き真理に謙虚たれ

## 沿革
- 1949年 5月1日 - 北海道滝川女子高等学校（現在の滝川高）の赤平分校及び同分校茂尻分教室として開校。
- 1949年 11月1日 - 北海道赤平高等学校（赤平町立）として独立、茂尻分教室を茂尻分校と改称する。
- 1953年 3月31日 - 道立に移管される。
- 1953年 4月1日 - 茂尻分校が北海道赤平茂尻高等学校（後の赤平東高）として独立する。
- 1965年 4月1日 - 北海道赤平西高等学校と改称。
- 1989年 4月1日 - 北海道赤平東高等学校（1990年閉校）との統合により北海道赤平高等学校と改称。
- 2015年 3月31日 - 閉校。
- 2016年 - 校舎解体[1]。
- 2018年8月 - 跡地に赤平市立赤平中学校が移転・新築完成[2]。

## 著名な出身者
- ジャガーズ（ちーやん） - お笑い芸人、ノーリーズン所属。
- 石飛博光 - 書家
- 笹川紀勝 - 憲法学者
- 佐々木肇 - 元赤平市長、元札幌市議会議員
- 菊島好孝 - 前赤平市長